# Termiz Airport
Termiz Airport, soms Termez Airport (Oezbeeks: Termiz Xalqaro Aeroporti), is een vliegveld bij de stad Termiz, Oezbekistan. Het vliegveld fungeerde als basis voor de Duitse Transall C-160’s van de Luftwaffe. Dit werd gedaan vanwege de strategische ligging aan de grens met Afghanistan voor de ISAF die in 2001 begon. Inmiddels is deze operatie gestopt en doet de luchthaven voornamelijk dienst voor passagiers. In oktober 2022 werd het vliegverkeer twee maanden stilgelegd voor een renovatie. Er werd onder andere een verlenging aangebracht aan de startbaan en er werd een nieuwe terminal gebouwd. In april 2023 waren ook drie vliegtuigstandplaatsen en een tweede taxibaan klaar. De totale kosten bedroegen ongeveer €67,8 miljoen.

## Luchtvaartmaatschappijen en bestemmingen
Vanaf Termiz Airport kan gevlogen worden naar (februari 2025):
| Luchtvaartmaatschappij | Bestemmingen                        |
| ---------------------- | ----------------------------------- |
| Centrum Air            | Djedda, Moskou (vanaf 2 april 2025) |
| Silk Avia              | Tasjkent                            |
| Uzbekistan Airways     | Moskou, Sint-Petersburg, Tasjkent   |